# Aulo Postúmio Albo Regilense (cônsul em 464 a.C.)
Aulo Postúmio Albo Regilense (em latim:  Aulus Postumius Albus Regillensis) foi um político da gente Postúmia nos primeiros anos da República Romana eleito cônsul em 464 a.C. com Espúrio Fúrio Medulino Fuso. Era provavelmente filho de Aulo Postúmio Albo Regilense e irmão de Espúrio Postúmio Albo Regilense.

## Consulado
Aulo Postúmio foi eleito cônsul em 464 a.C. com Espúrio Fúrio Medulino Fuso quando os romanos estavam em guerra contra os équos. Postúmio ficou em Roma enquanto a Espúrio Fúrio foi dado o comando da guerra. Quando chegaram à cidade as notícias sobre as dificuldades enfrentadas por Fúrio Medulino, decidiu-se confiar o comando dos reforços a Tito Quíncio Capitolino Barbato, cônsul do ano anterior, enquanto Postúmio continuou a vigiar a capital.
Postúmio ainda conseguiu participar da guerra, derrotando duramente os équos, que estavam focados em saquear o território romano. Eles foram finalmente derrotados em combate pelas forças de Fúrio Medelino e Tito Quíncio juntas.

## Embaixador
Em 458 a.C., antes da Batalha do Monte Algido, Aulo Postúmio foi enviado com embaixador aos équos e foi insultado pelo comandante adversário.